# Download-Manager

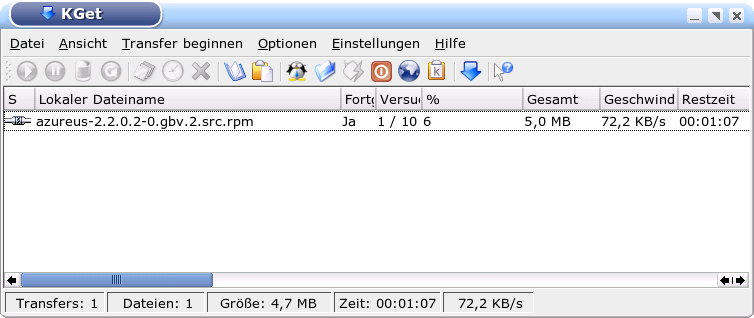
KGet Download-Manager

Ein Download-Manager oder Webgrabber ist ein Programm zum Herunterladen von Ressourcen (z. B. Dateien oder Webseiten) aus dem Internet.
Er bietet meist eine Reihe von Funktionen, die über Download-Funktionen von Webbrowsern hinausgehen. Zum Funktionsumfang gehören meist:
- das Wiederaufnehmen von unterbrochenen Downloads,
- die Möglichkeit, komplette Webseiten mit Bildern sowie vollständige Websites herunterzuladen (siehe auch Offline-Browser),
- ein Scheduler (Planer) zum Planen bzw. Automatisieren von Downloadstarts,
- das Hinzufügen mehrerer Quellen der gleichen Datei, so dass mehr Verbindungen geöffnet und evtl. die verfügbare Datenrate besser ausgenutzt werden kann, wenn von verschiedenen Servern Teile derselben Datei heruntergeladen werden,
- das Erstellen einer Download-Liste, also einer Liste mit Links zu bestimmten Dateien.
- das Festlegen einer gewissen Download-Priorität, die die zur Verfügung gestellte Datenrate so regelt, dass andere Tätigkeiten im Internet, z. B. das Surfen oder das Versenden/Empfangen von E-Mails, ohne erhebliche Einschränkungen möglich bleiben

Manche Download-Manager besitzen auch eine sogenannte Batch-Download-Funktion, die es ermöglicht, mit wenig Aufwand eine große Anzahl ähnlicher Dateien herunterzuladen, die z. B. aufeinanderfolgend nummeriert sind.

## Übersicht Download-Manager (Auswahl)
| Bezeichnung               | Lizenz      | Betriebssystem                                 | Besonderheit |
| ------------------------- | ----------- | ---------------------------------------------- | --- |
| Aria                      | Open Source | Linux                                          | |
| CandiSoft Load!           | Freeware    | Windows                                        | Downloader für Zippyshare, ist bei vielen Downloader nicht möglich, Captcha-Erkennung |
| ConnectFusion             | Freeware    | Windows                                        | |
| CryptLoad                 | Freeware    | Windows                                        | Downloader für One-Click-Hoster und normale Dateien, Captcha-Erkennung, Verschlüsselte Links/Ordner laden                                                                                |
| cURL                      | Open Source | Linux / Mac OS X / Windows                     | stellt mit libcurl eine Bibliothek zur Verfügung, mit der andere Programme dessen Fähigkeiten direkt nutzen können                                                                       |
| Downloader for X (D4X)    | Open Source | Linux                                          | Wird nicht mehr entwickelt. |
| Download Accelerator Plus | Adware      | Windows                                        | |
| Download Express          | Freeware    | Windows                                        | Funktionseingeschränkte Freeware, nur private Nutzung, wird nicht mehr weiterentwickelt                                                                                                  |
| Download Master           | Freeware    | Windows                                        | russisch |
| DownThemAll!              | Open Source | Add-on für Firefox                             | |
| FlashGet                  | Freeware    | Windows                                        | |
| Free Download Manager     | Freeware    | Windows                                        | Integration in Internet Explorer, Firefox, Google Chrome, Safari und Opera |
| Freemium TubeBox          | Adware      | Windows                                        | |
| Folx                      | Freeware    | Mac OS X                                       | |
| FreshDownload             | Freeware    | Windows                                        | Freeware nur private Nutzung |
| GetIt                     | Freeware    | Windows                                        | |
| GetRight                  | Shareware   | Windows                                        | Wird nicht mehr weiterentwickelt! |
| Go!Zilla                  | Shareware   | Windows                                        | Vor Version 5 Adware, die Software wird nicht mehr weiterentwickelt. |
| GWGET                     | Open Source | Linux                                          | |
| HiDownload                | Shareware   | Windows                                        | |
| iGetter                   | Shareware   | Mac OS X / Windows                             | |
| Internet Download Manager | Shareware   | Windows                                        | |
| InstantGet                | Shareware   | Windows                                        | |
| JDownloader               | Open Source | Linux / Mac OS X / Windows                     | Downloader für Sharehoster, Videoportale sowie normale Dateien. Captcha-Erkennung & Entschlüsselung von Link-Crypt Diensten                                                              |
| KGet                      | Open Source | Linux                                          | |
| Leech                     | Shareware   | Mac OS X                                       | |
| Lightning Download        | Shareware   | Windows                                        | |
| Mass Downloader           | Shareware   | Windows                                        | |
| Mipony                    | Freeware    | Windows                                        | Downloader für Sharehoster, kann über Android gesteuert werden |
| MultiGet                  | Open Source | Linux / Windows                                | |
| Net Transport             | Shareware   | Windows                                        | |
| pyLoad                    | Open Source | Linux / Mac OS X / Windows                     | Ausschließlich in python geschriebener OCH-Downloader mit DLC/RSDF/CCF-Unterstützung. |
| ReGet                     | Shareware   | Windows                                        | |
| SFT-Loader                | Freeware    | Windows                                        | |
| ShareDownloader           | Freemium    | Android                                        | Downloader für Sharehoster, Videoportale sowie normale Dateien. Captcha-Erkennung, Entschlüsselung von Link-Crypt Diensten, integrierter Entpacker und Remote-Steuerung über Web-Browser |
| Speed Download            | Shareware   | Mac OS X                                       | |
| Star Downloader           | Freeware    | Windows                                        | |
| TrueDownloader            | Open Source | Windows                                        | |
| Tuxload                   | Open Source | Linux                                          | Ausschließlich in Perl geschriebener OCH-Downloader mit Remoteverwaltung |
| WinWGet                   | Open Source | Windows                                        | |
| wget                      | Open Source | Linux / Mac OS X / Windows                     | |
| wxDownload Fast           | Open Source | Linux / Mac OS X / Windows, wurde eingestellt. | |
| youtube-dl                | Open Source | Linux / macOS / Windows                        | Downloader für Videos und Audio von zahlreichen verschiedenen Videoplattformen, u. a. YouTube                                                                                            |

## Einschränkungen
Die gängigen Download-Manager sind nicht in der Lage JavaScript-basierte Verweise (Hyperlinks) und Verweise in CSS-Dateien zu interpretieren und diese herunterzuladen.